# Dillard Crocker
James Dillard Crocker (Coffee County, 19 gennaio 1925 – Niles, 1º settembre 2014) è stato un cestista statunitense, professionista nella NBL, nella BAA, nella NBA e nella NPBL.

## Palmarès
- Campione NBL (1949)